# Ari’el
Ari’el (hebr. אריאל; arab. اريئيل) – miasto położone w Judei i Samarii na Zachodnim Brzegu, piąte pod względem wielkości osiedle żydowskie położone na terytoriach zdobytych przez Izrael w 1967 roku.
Leży w zachodniej części Samarii na terytorium Autonomii Palestyńskiej, w otoczeniu arabskiego miasta Salfit oraz arabskich wiosek Iskaka, Marda, Kira, Kifl Haris i Haris.

## Etymologia nazwy
W języku hebrajskim słowo „Ari’el” oznacza dosłownie Lew Boży. „Ari” (lew) w hebrajskim jest synonimem męstwa i odwagi, a także symbolem plemienia Judy. W Starym Testamencie Ariel jest jedną z nazw Jerozolimy i Świątyni Jerozolimskiej (Księga Izajasza 29:1-8).

## Historia
Podczas wojny sześciodniowej w 1967 roku wojska izraelskie zajęły tereny Judei i Samarii, w tym okolice Ari'el. 9 maja 1977 roku Siły Obronne Izraela utworzyły w tym miejscu posterunek wojskowy, który nazwano od pobliskiej arabskiej wioski Haris.
Na wiosnę 1978 roku grupa świeckich żydowskich osadników postanowiła założyć nowe osiedle w górzystym obszarze Samarii. Jako lokalizację wybrano strategiczne wzgórze położone na kierunku ewentualnego natarcia wojsk jordańskich na aglomerację miejską Tel Awiwu. W sierpniu 1978 roku grupa pierwszych osadników, na czele których stał Ron Nachman, utworzyła placówkę osiedleńczą nazwaną Ari’el.
Pierwsi osadnicy mieszkali w namiotach, a prąd elektryczny był dostarczany przez agregat prądotwórczy. W okolicy nie istniały żadne drogi, a wodę dostarczano okresowo samochodem ciężarowym. W sierpniu 1978 roku liczba osadników wynosiła 70 rodzin. 1 września 1978 roku rozpoczął się pierwszy rok szkolny w Ari’elu. Z czasem namioty zastąpiono blokami wybudowanymi z prefabrykatów. Wybudowano kilka bloków mieszkalnych, szkołę i szpital.
W następnych latach osiedliło się tu wielu imigrantów z krajów byłego ZSRR, Ameryki Południowej, USA, Wielkiej Brytanii, Kanady i RPA. W 2005 roku zamieszkała tutaj grupa żydowskich osadników ewakuowanych ze Strefy Gazy.
W 1981 roku Ari’el otrzymał status samorządu lokalnego, a w 1998 roku prawa miejskie.
27 października 2002 roku palestyński terrorysta-samobójca z Hamasu usiłował wedrzeć się do miasta Ari’el. Po ostrzelaniu przez żołnierzy ochrony zamachowiec wysadził się przy stacji benzynowej. W zamachu zginęło 2 izraelskich żołnierzy, a 18 osób zostało rannych.

## Demografia
Zgodnie z danymi Izraelskiego Centrum Danych Statystycznych na koniec lutego 2025 roku, w Ari’el mieszkało 21 954 mieszkańców..
Populacja miasta pod względem wieku (dane z 2006 roku):
| Wiek (w latach) | Procent populacji w % |
| --------------- | --------------------- |
| 0-4             | 6,9%                  |
| 5-9             | 7,3%                  |
| 10-14           | 7,7%                  |
| 15-19           | 8,2%                  |
| 20-29           | 19,6%                 |
| 30-44           | 19,9%                 |
| 45-59           | 19,0%                 |
| ponad 60        | 11,4%                 |

Źródło danych: Central Bureau of Statistics.

## Edukacja

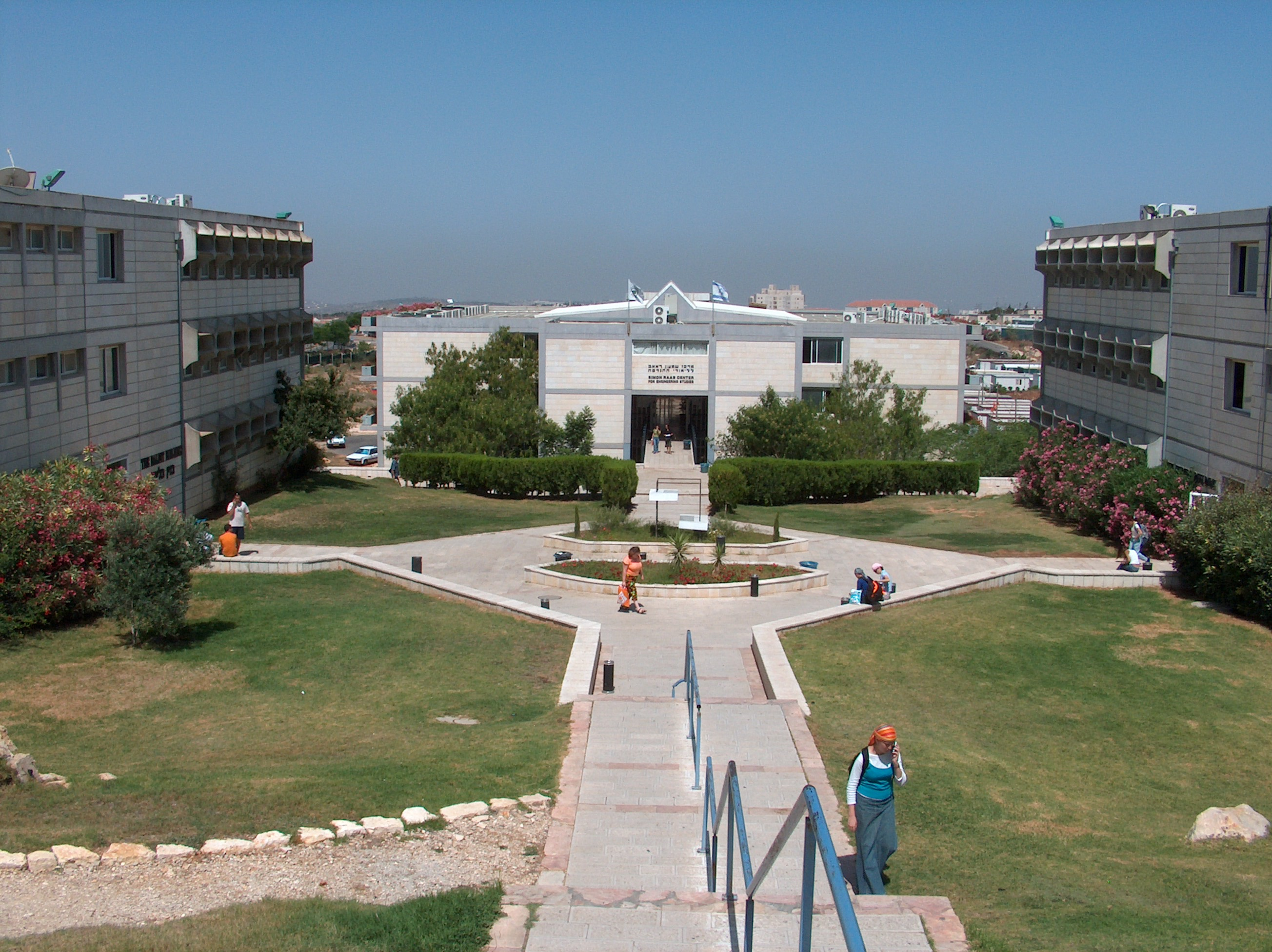
Uniwersytet w Ari’elu

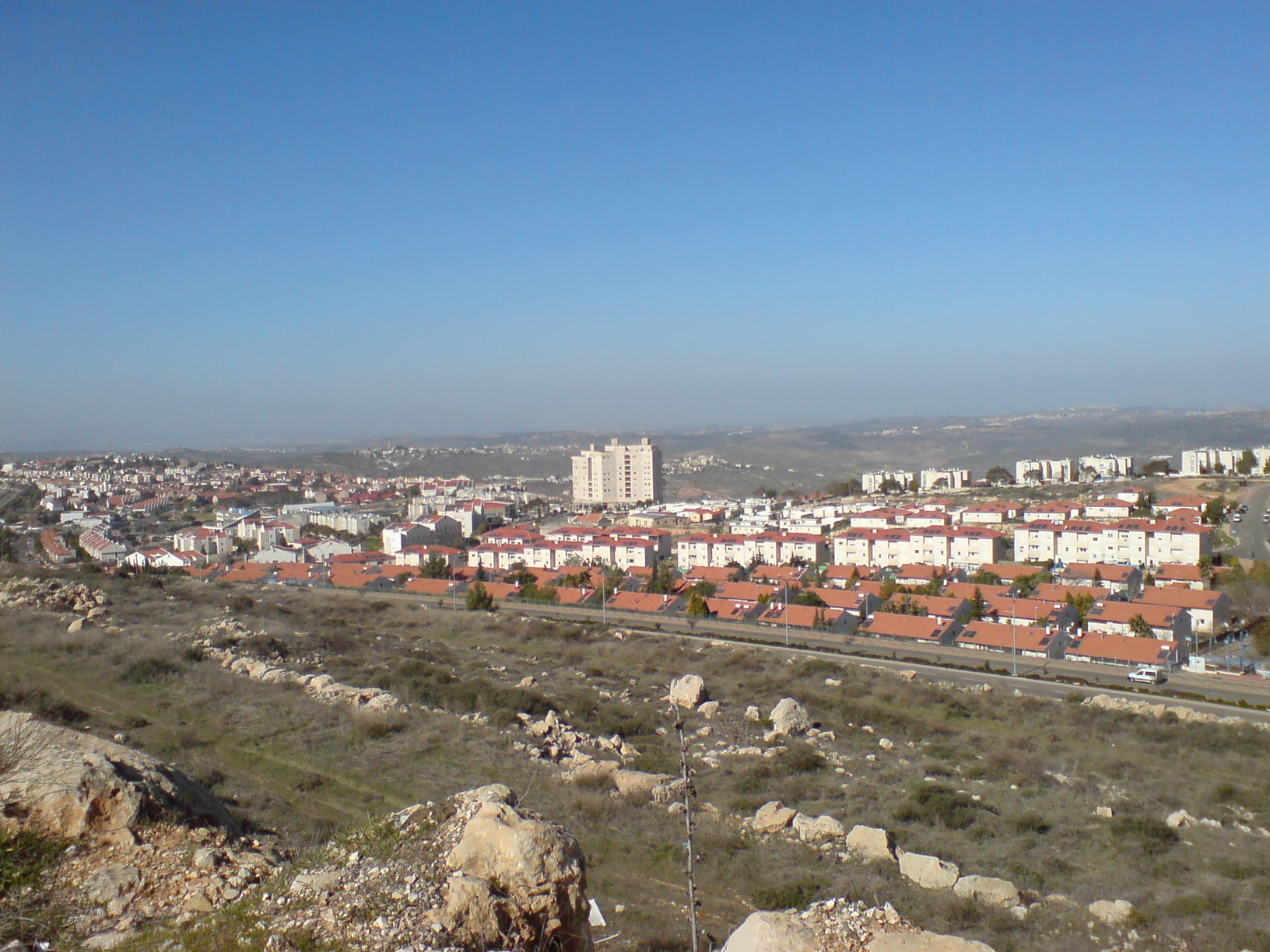
Widok na miasto

W mieście znajdują się 4 szkoły podstawowe i 3 szkoły średnie. Wśród tutejszych szkół znajdują się między innymi: Nachszonim, Ari’el Makif, Aliza Begin, Miken, Jowel, oraz religijna szkoła Or Zewulun. Jest tu także centrum edukacji religijnej Chabad of Ariel.
We wschodniej części miasta znajduje się Uniwersytet w Ari'el (hebr. אוניברסיטת אריאל, Uniwersitat Ari’el; ang. Ariel University), który został założony w 1982 roku jako College Akademicki Judei i Samarii. Na uniwersytecie uczy się 13,5 tys. studentów. Pierwotnie był to college, który w 2005 roku podniósł swój status do uniwersytetu. Nazwę zmieniono na obecną w sierpniu 2007 roku. Uczelnia oferuje możliwość nadawania stopni naukowych w dziedzinie architektury, inżynierii wodno-lądowej, chemii, elektroniki, biologii, fizyki, opieki społecznej, fizjoterapii i zarządzania.
Na wschód od uniwersytetu znajduje się Centrum Inicjatyw Technologicznych (ang. Center for Technological Initiative), które specjalizuje się w rozwoju biotechnologii, medycyny, elektroniki i biochemii.

## Gospodarka
Na zachód od miasta znajduje się strefa przemysłowa Barkan (hebr. איזור התעשיה ברקן), którą utworzono w 1982 roku. Swoją działalność prowadzi tutaj około 120 przedsiębiorstw i zakładów produkcyjnych, z branży spożywczej, dziewiarskiej, metalowej i tworzyw sztucznych. Zatrudnienie znajduje tutaj około 6 tys. pracowników, z których 60% stanowią Palestyńczycy z okolicznych arabskich wiosek. Dodatkowo obecnie rozbudowuje się nową strefę przemysłową Ari’el Ma’araw, w której prowadzi swoją działalność 60 przedsiębiorstw i zakładów produkcyjnych.

## Transport
Z miasta można wyjechać lokalnymi drogami w kierunku wschodnim i zachodnim. Wyjeżdżając na zachód wjeżdża się na drogę nr 4775, którą jadąc na południowy wschód dojeżdża się do arabskiego miasta Salfit, lub jadąc na północ dojeżdża się do drogi nr 505. Drogą nr 505 można jechać na wschód do arabskiej wioski Marda lub na zachód do drogi ekspresowej nr 5 (Tel Awiw-Ari’el). Wyjeżdżając z miasta na wschód również wjeżdża się na drogę nr 4775, którą jadąc na południowy zachód dojeżdża się do arabskiego miasta Salfit, lub jadąc na północny wschód dojeżdża się do wsi Iskaka.

## Turystyka
W północno-zachodniej części miasta znajduje się nowoczesny hotel Eszel ha-Szomeron. Tutejszy basen kąpielowy z wodospadem jest jednym z najpiękniejszych w Izraelu. Jest to miejsce wypoczynku wielu Izraelczyków, a także popularne miejsce do organizowania takich imprez okolicznościowych jak np. śluby.

## Miasta partnerskie
- Heredia (Kostaryka)
- Mobile (USA)